# Municipalità locale di Maletswai
La municipalità locale di Maletswai (in inglese Maletswai Local Municipality) è stata una municipalità locale del Sudafrica appartenente alla municipalità distrettuale di Joe Gqabi, nella provincia del Capo Orientale. 
In base al censimento del 2011 la sua popolazione era di 43.800 abitanti.
È stata soppressa nel 2016, quando si è fusa con la municipalità locale di Gariep per costituire la municipalità locale di Walter Sisulu.
La sede amministrativa e legislativa era la città di Aliwal North e il suo territorio si estendeva su una superficie di 4.357 km² ed era suddiviso in 6 circoscrizioni elettorali (wards). Il suo codice di distretto era EC143.

## Geografia fisica

### Confini
La municipalità locale di Maletswai confinava a nord con quella di Mohokare (Xhariep/Free State), a est con quella di Senqu, a sud con quelle di Emalahleni e Inkwanca (Chris Hani) e a ovest con quella di Gariep.

### Città e comuni
- Aliwal North
- Dukathole
- Jamestown
- Masakhane
- Swempoort
- Vineyard
- Witkop

### Fiumi
- Braklaagtespruit
- Brandkopspruit
- Elandspruit
- Holspruit
- Karringmelkspruit
- Kraai
- Krambergspruit
- Kromspruit
- Orange
- Oslaagte
- Skulpspruit
- Telemachusspruit
- Wilgespruit

### Dighe
- Klipkraal Dam
- Wolwas Dam